# Kaliumcyanide
Kaliumcyanide of cyaankali (KCN) is het uiterst giftige kaliumzout van waterstofcyanide (HCN). De stof komt voor als een wit kristallijn poeder met een amandelachtige geur, dat zeer goed oplosbaar is in water. Het heeft eigenschappen analoog aan natriumcyanide, maar is in oplossing sterker gehydrolyseerd (sterkere cyaangeur).

## Synthese
Kaliumcyanide kan bereid worden door reactie van waterstofcyanide met kaliumhydroxide:
{\displaystyle {\ce {HCN + KOH -> KCN + H2O}}}
Een oudere synthesemethode stoelt op de reactie van koolstofmonoxide en ammoniak met kaliumcarbonaat bij hoge temperatuur:
{\displaystyle {\ce {3CO + 2NH3 + K2CO3 -> 2KCN + 2H2O + H2 + 2CO2}}}
In het laboratorium wordt het bereid door kaliumhexacyanoferraat(III) te verhitten met zwavelzuur. Daarbij ontstaat waterstofcyanide dat door een oplossing van kaliumhydroxide in ethanol wordt geborreld. Het witte kaliumcyanide slaat vervolgens neer.
Een alternatieve synthesemethode is de reductie van kaliumcyanaat met koolstof:
{\displaystyle {\ce {KOCN + C -> KCN + CO}}}

## Kristalstructuur
Kaliumcyanide bezit een kubische kristalstructuur en behoort tot ruimtegroep m-3m. De lengte van de eenheidscel bedraagt 648,02 pm.

## Eigenschappen, toxicologie en veiligheid
Kaliumcyanide is een sterk en snelwerkend vergif dat inwerkt op de celademhaling. Het is extreem dodelijk doordat het de celademhaling verstoort door binding met cytochroomoxidase (complex IV van de oxidatieve fosforylering).
Wanneer kaliumcyanide in aanraking komt met een zuur (bijvoorbeeld maagzuur, bij inname), wordt het uiterst toxische blauwzuur gevormd:
{\displaystyle {\ce {KCN + H+ -> HCN + K+}}}
Daarom wordt kaliumcyanide-afval altijd opgeslagen bij de basen. De meest efficiënte methode om kaliumcyanide onschadelijk te maken is door behandeling met waterstofperoxide:
{\displaystyle {\ce {KCN + H2O2 -> KOCN + H2O}}}
Vanwege de snelle werking wordt het regelmatig toegepast bij zelfdoding en moord. Om deze reden is het in de meeste landen slechts onder strikte voorwaarden en vergunningen verkrijgbaar. De dodelijke dosis voor een mens is minder dan een gram: de LD50 ligt op 2,5 à 3 milligram per kilogram lichaamsgewicht. Het vergif werkt zeer snel (enkele minuten).
Zoals alle kaliumzouten is ook kaliumcyanide goed oplosbaar in water. Eventueel in het water aanwezig koolzuurgas maakt hieruit makkelijk het nog giftiger blauwzuurgas vrij:
{\displaystyle {\ce {2KCN + H2O + CO2 -> K2CO3 + 2HCN}}}

## Toepassingen
Cyanide komt meestal voor in de vorm van waterstofcyanide en van de zouten natrium- en kaliumcyanide. Waterstofcyanide wordt gebruikt als ontsmettingsmiddel en als voorloper in chemische syntheses. Cyaniden zijn in de chemische industrie regelmatig benodigde grondstoffen en reagentia. Zo wordt goud onttrokken aan ertsen door het te complexeren met cyanide-liganden:
{\displaystyle {\ce {4Au + 8KCN + O2 + 2H2O -> 4K[Au(CN)2] + 4KOH}}}
Verder wordt het gebruikt bij hittebehandeling van metalen en galvanisering.
Kaliumcyanide wordt in de organische chemie vaak aangewend als koolstofnucleofiel.

## Wetenswaardigheden
- De kleur van kaliumcyanide is niet cyaan of blauw, het is een wit poeder. Blauw is wel de verkleuring van de huid onder de nagels van de vergiftigden.
- Kaliumcyanide kan op reuk alleen waargenomen worden door mensen die daar genetische aanleg voor hebben. Niet iedereen is in staat de stof te ruiken. Mensen met aanleg ruiken een soort amandelachtige geur.
- De bekendste zelfmoord met deze stof is die van Adolf Hitler (30 april 1945). Ook andere kopstukken uit de nazipartij, zoals Himmler (23 mei 1945) en Göring (11 oktober 1946), pleegden zelfmoord met kaliumcyanide. Omdat een gram ruim voldoende is, was het heel geliefd als laatste redmiddel om uit de handen van de vijand of de openbare aanklager te blijven. Hitler heeft kaliumcyanide gebruikt in combinatie met zijn pistool. Ook zijn vrouw, Eva Braun, heeft cyaankali ingenomen.
- Slobodan Praljak, een Bosnisch-Kroatische oud-generaal, slikte in 2017 een giftige hoeveelheid in de rechtszaal van het Joegoslaviëtribunaal en overleed nog dezelfde dag.[2][3]
- In de jaren 1950 was het liedje Ik ben Alie Cyaankali van Lia Dorana populair (op tekst van Annie M.G. Schmidt).[4]